# Harry Herrmann (Offizier, 1930)
Harry Herrmann (* 21. Januar 1930 in Niedersteina, Kreis Kamenz) ist ein deutscher ehemaliger Oberst des Ministeriums für Staatssicherheit (MfS) der DDR. Er war von 1976 bis 1989 Leiter der Abteilung V der Hauptverwaltung A (HVA), des Auslandsnachrichtendienstes der DDR, zuständig für „wissenschaftlich-technische Auswertung von westlichen Spitzentechnologien“ vorwiegend durch Wirtschaftsspionage.

## Leben
Herrmann, Sohn eines Maurers, besuchte nach dem Abschluss der Volksschule eine Handelsschule und erlernte 1947 den Beruf des Metalldrückers. Im selben Jahr trat er in die Sozialistische Einheitspartei Deutschlands (SED) ein. Bis 1952 absolvierte er eine weitere Lehre in der Verwaltung der Gemeinde Arnsdorf, besuchte die Arbeiter-und-Bauern-Fakultäten in Dresden und Greifswald und legte das Abitur ab. Bis 1956 studierte er an der Universität Leipzig und wurde Diplom-Wirtschaftswissenschaftler.
1956 wurde Herrmann bei der Bezirksverwaltung für Staatssicherheit Leipzig angestellt und in der Abteilung XV, zuständig für Spionage, eingesetzt. 1963 wurde er in die Zentrale der HVA in Ost-Berlin versetzt und war in den Abteilungen V, zuständig für Wirtschaftsspionage, und XV, zuständig für Wehrtechnik, Maschinenbau, Luft- und Raumfahrt, tätig. 1974 wurde Herrmann stellvertretender und 1976 Leiter der Abteilung V. Am 1. Juli 1976 erfolgte seine Ernennung als Nachfolger von Paul Bilke. Im Februar 1981 wurde er zum Oberst befördert.
Nach dem Ende der DDR erfolgte 1989 seine Freistellung und 1990 seine Entlassung aus dem Dienst. Herrmann ist Mitglied der Initiativgemeinschaft zum Schutz der sozialen Rechte ehemaliger Angehöriger bewaffneter Organe und der Zollverwaltung der DDR e. V.  (ISOR), der Kritiker wiederholt Geschichtsrevisionismus vorwarfen, und lebt in Berlin-Friedrichsfelde.